# SCOMBA
El programa SCOMBA, Sistema de COMbate de los Buques de la Armada, es el sistema unificado de combate con el que desde 2010 van equipados la mayoría de los buques de la Armada Española.

## Historia
Fue desarrollado a partir de una transferencia de tecnología de partes de código fuente y especificaciones de los programas C&D (Command and Decision) y ADS (Aegis Display System) del Sistema de Combate Aegis estadounidense, con el fin de unificar los futuros sistemas de combate de la Armada mediante un núcleo común, que compartiese código, especificaciones, consolas, equipos, adiestramiento, infraestructuras de fabricación nacional.

## Características
El hardware se compone de dos armarios de proceso redundante ARES, un número variable de consolas CONAM de dos o 3 monitores, un servidor de video digital de TV y radar (SD2V), pantallas gigantes en número variable y una serie de sensores.
En el desarrollo SCOMBA integra por primera vez los sensores:
- Radar LANZA-N.
- Radares ARIES.
- IFF con modo 5 y modo S.
- Radar de aproximación PAR (basado en dos radares ARIES).
- Dirección de tiro optrónico-radárica DORNA
- Radar de navegación convencional y el equipo de contramedidas RIGEL
- AIS como un sensor más para el sistema de combate.
- Procesador LINPRO de Tecnobit, con interfaz estándar tipo N.
- Sistema de control de embarcaciones anfibias.
- Integración servidor cartográfico.
- Sincronización de tiempo con protocolo NTP.

### Sistemas similares
Sistema de Combate Aegis
 New Threat Upgrade